# Широкшин, Иван Иванович
Иван Иванович Широкшин (1890; с. Покча, Чердынский район, Пермская губерния — 1959; Чердынский район) — звеньевой колхоза «Красный Октябрь» Чердынского района Молотовской области. Герой Социалистического Труда.

## Биография
Родился в 1890 году в селе Покча Чердынского уезда Пермской губернии. По национальности — Русский.
С детского возраста помогал родным, трудился, а позже пошёл воевать на фронт Первой мировой войны, затем вернулся обратно в родное село.
Когда при местном колхозе «Красный Октябрь» создавался государственный сортоиспытательный участок, для его обслуживания была организована специальная бригада, в неё был зачислен Широкшин. Через некоторые время молодой человек возглавил эту бригаду и руководил ею до последних дней своей жизни.
После увлечения новым делом, участвовал в проведении опытов по яровизации культур. Новый метод давал результаты, прежде это было невиданным в окрестностях Чердынского района Пермской губернии. В 1947 году руководимое им звено получило урожай ржи в 39,4 центнера с гектара на площади 8,5 гектара. За это Указом Президиума Верховного Совета СССР Широкшину присвоили звание Героя Социалистического Труда с вручением ордена Ленина и золотой медали «Серп и Молот».
Ушёл из жизни в 1959 году, в Чердынском районе Пермского края, где доживал остатки своих дней.

## Звания и награды
- Герой Социалистического Труда (Указом Президиума Верховного Совета СССР от 19 марта 1948 года за получение высоких урожаев ржи при выполнении колхозом обязательных поставок и натуроплаты за работу МТС в 1947 году и обеспеченности семенами зерновых культур для весеннего сева 1948 года Широкшину Ивану Ивановичу присвоено звание Героя Социалистического Труда с вручением ордена Ленина и золотой медали «Серп и Молот».
- Орден Ленина
- Медаль «Серп и Молот»

другие медали

## Память
- В селе Покча Чердынского района Пермского края, в честь 150-ти летия школы, учебное заведение было переименовано Чердынским земским  собранием в МАОУ «Покчинская основная общеобразовательная школа имени Героя Социалистического Труда Ивана Ивановича Широкшина» [1].

## Издания
- Герои Прикамья. Пермь. "Пушка". 2006